# 郡山遺跡

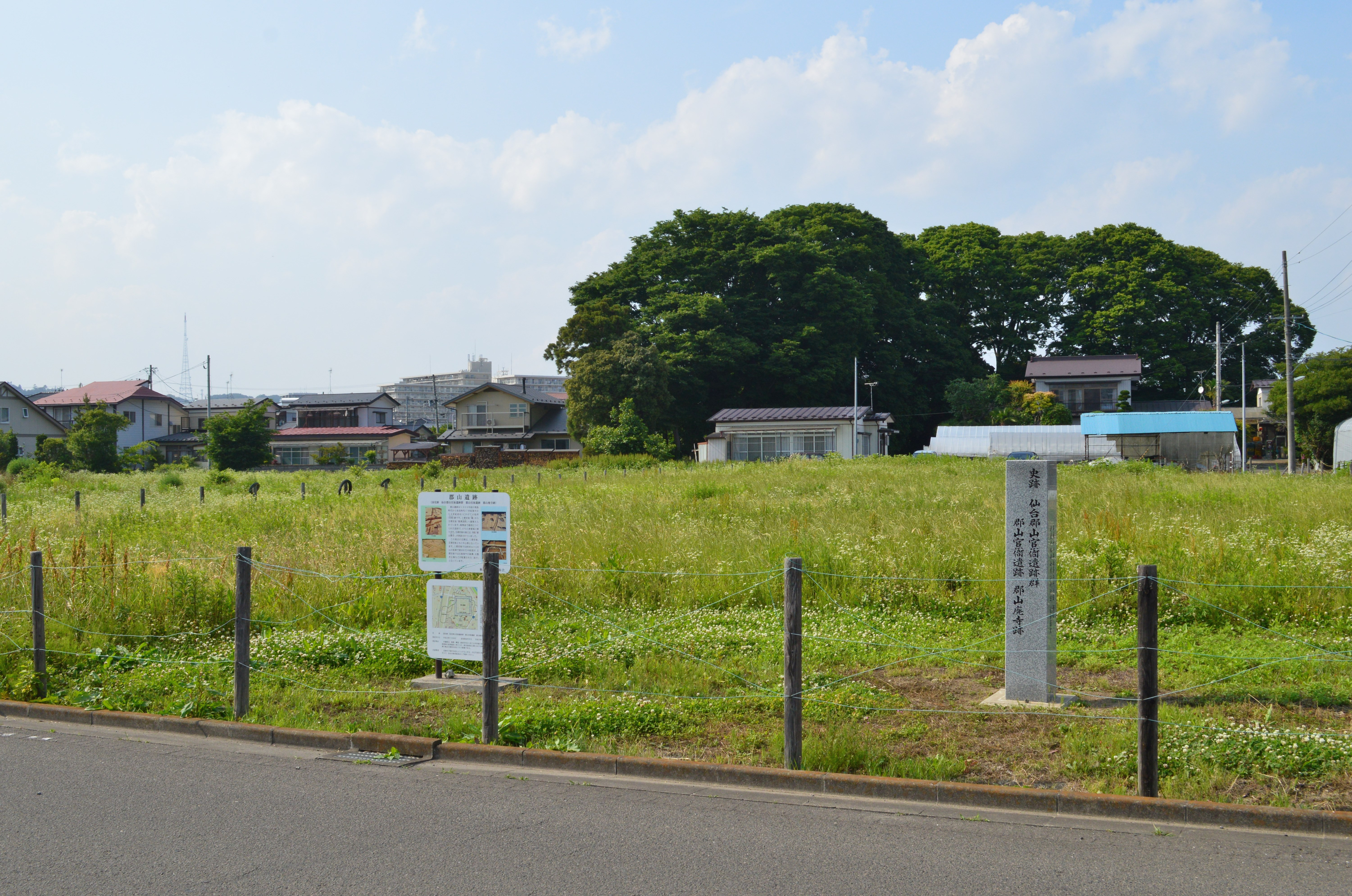
郡山遺跡 II期官衙中心部

郡山遺跡（こおりやまいせき）は、宮城県仙台市太白区郡山にある古代の官衙（役所）跡。国の史跡に指定されている（指定名称は「仙台郡山官衙遺跡群　郡山官衙遺跡　郡山廃寺跡」）。

## 概要
7世紀中葉から8世紀前葉（おそらく724年）までの間に、I期官衙（北緯38度13分20.7秒 東経140度53分28秒 / 北緯38.222417度 東経140.89111度）、それに続くII期官衙（北緯38度13分24.5秒 東経140度53分34秒 / 北緯38.223472度 東経140.89278度）、II期と同時期の郡山廃寺（北緯38度13分9.8秒 東経140度53分29.9秒 / 北緯38.219389度 東経140.891639度）が営まれた。I期官衙は古代城柵の遺構、II期官衙は多賀城（宮城県多賀城市）に先立つ陸奥国国府の遺構と推定される。
なお、当地は中世になると、南北に通る東街道と北目城（北緯38度13分19.2秒 東経140度53分52.2秒 / 北緯38.222000度 東経140.897833度）との間の広がる「北目城下町」になっていたと推定されている。同町は伊達政宗により、仙台城の城下町の建設に伴って城下の北目町に移転させられた。
仙台市太白区郡山3丁目には「郡山遺跡説明板」が設置されている。

## 立地とプレI期集落
郡山遺跡は現在の宮城県仙台市太白区郡山2丁目～6丁目にあたり、かつては陸奥国名取郡に属した。仙台市南部を流れる名取川と広瀬川との合流点付近、両河川にはさまれた自然堤防上で、JR東北本線・長町駅の東側に広がる住宅地の中にある。周囲一帯には遺跡が多く、遺物埋蔵地が互いに隣接・連結する。郡山遺跡はその中の一区画である。遺跡は二時期の遺跡が重なっていて、古い時期（I期）の年代は7世紀半ばから同末、新しい時期（II期）のほうは7世紀末から8世紀初めである。
郡山遺跡の西にある富沢遺跡は、弥生時代の水田・集落遺跡である。郡山遺跡からも、弥生土器が見つかっている。下から順に、弥生時代前期の青木畑式土器、中期中葉の崎山式土器、中期末の枡形囲式土器が出土した。中期中頃以前の水田跡も見つかっている。

## I期官衙
南北620m、東西400m以上の規模で、建物の基準線は真北から西に50-60度傾き、南東辺を正面としたらしい。外郭は材木を並べて立てて作った塀で、全体の形は長方形、長い辺が560m以上、短い辺が295.4mある。4辺のうち北東辺だけが見つかっていないので、長辺の正確な長さは不明である。総面積は16ha以上である。
内部は板塀や材木列で区画され、区画の中に複数の建物が多数建てられた。政庁と思われる大規模な掘立柱建物の中枢区と、その周りに総柱建物の倉庫区、掘立柱建物と竪穴建物の北雑舎区、南雑舎区、竪穴区があったことが判明しているが、まだ全体の一部しかわかっていない。北雑舎区の南には鍛冶工房があった。
発掘された土器の中で多数を占めるのは地元のものだが、関東系土師器もあり、飛鳥III式と呼ばれる畿内系土師器も少数出土している。この官衙にも都から役人が下向していたことが分かる。
年代は、7世紀中葉から7世紀末葉と考えられる。建物配置と倉庫群の存在は律令制下の国衙とは似ず、むしろ郡衙と似るが、郡衙にない内部区画がある。古墳時代の大集落であった南小泉遺跡が、I期官衙の造営と入れ替わりに規模を縮小したことが指摘される。7世紀後半における大和朝廷の陸奥国経営における重要拠点であり、初期の陸奥国府とする説があり、名取評家と陸奥国府を合わせた施設とする説もある。

## II期官衙
II期官衙はI期の建物を取り壊し、これと重なる位置に真北を基準にして造営された。四辺の位置が判明している。全体を囲う外郭は南北422m、東西428mで、ほぼ正方形で総面積約18haで、材木塀と大溝からなる。塀は太さ約25ないし30cmの柱を隙間なく立て並べて作ったもので、その周りの溝は幅約2.5m、深さ約60cm。溝は材木列から9m離れて外側をめぐった。
南辺中央部には門跡、南西隅および西辺の2ヶ所で櫓状建物があった。南門以外の門は見つかっていない。中央やや南寄りに政庁の正殿と推定される東西に長い四面庇付きの大規模な掘立柱建物がある。その北に石を敷きつめた場所があり、北東に石組池がある。池の北と西にはやはり石組みの溝が取り付いて水を通した。
建物は、外郭の南側の外にもあった。南西には同時期に付属寺院（郡山廃寺）が造営された。ここからは多賀城と似た瓦が出土している。
出土した土器は、8世紀以降の陸奥国府である多賀城の初期の土器より古い。基本的な配置が律令制下の他の国府と同じなので、多賀城以前の陸奥国府と推定される。しかし石組池は他の国府に見られない特徴で、類例は飛鳥の石神遺跡にしかない。蝦夷の服属儀礼に伴う禊ぎに用いるものではないかとする説がある。
II期官衙の年代は、7世紀末葉から8世紀初頭と考えられており、多賀城創建前後に廃絶した。神亀元年（724年）に多賀城が作られたとの多賀城碑の文に従えば、廃止はこの年である。郡山廃寺は8世紀後半まで存続した。

## 発掘史と現状
郡山遺跡からは、後に郡山廃寺と名づけられた場所から、多賀城のものと似た瓦が見つかっていたが、長く調査の手がつけられなかった。1979年（昭和54年）に仙台市教育委員会が調査を開始し、廃寺とI期、II期の官衙を確認した。以後、数十次にわたる発掘調査が実施されている。
発掘当初は、陸奥国府説と並んで、名取郡の郡衙や、文献に名が出ない城柵ではないかとする推測もあったが、現在ではII期官衙を多賀城以前の陸奥国府とするのが定説である。1987年（昭和62年）には官衙遺跡の下層から弥生土器が見つかり、官衙以前にも集落があったことが示唆された。
遺構は、地表面から3～5m程度の深さに位置している。かつて一帯は水田地帯であったため、損傷を受けることはほとんどなかった。現在は市街地の下にあり、工事のときに小区画を調査するしかない。郡山遺跡一帯には高層建築が許可されていない。
現在、一部は「あすと長町」の範囲に含まれ、土地区画整理事業及びそれに伴う発掘が行われている。隣接する遺跡「西台畑遺跡」（にしだいはたいせき：地元では「にしだいばたけ」と呼ばれることが多い）や長町駅東遺跡は、郡山遺跡に勤務していた人々が生活したものと考えられる住居跡などが発見・発掘されたが、旧国鉄長町レールセンター、および、旧国鉄長町貨物ヤード（共に既に廃止）の建設によると思われる損傷、ライフラインの埋設による損傷がみられた。
2006年（平成18年）7月28日に、遺跡の重要部分であり、その大部分が休耕田または空地となっている約4.3km2が「仙台郡山官衙遺跡群」として国の史跡に指定された。2007年（平成19年）7月26日には史跡範囲が追加指定された。

## 展示
郡山遺跡の区域内にある仙台市郡山遺跡発掘調査事務所および仙台市立郡山中学校に当遺跡の展示室が各々設置されている。見学には事前の予約が必要だが、見学料は無料で、平日の9:00-17:00に可能。
- 仙台市郡山遺跡発掘調査事務所・郡山遺跡展示室[14]（東日本大震災後、2015年6月現在まで閉鎖中）
  - 仙台市太白区郡山5丁目10-3（北緯38度13分10.8秒 東経140度53分29.8秒 / 北緯38.219667度 東経140.891611度）
  - 郡山廃寺の跡地にある。
- 仙台市立郡山中学校・遺跡資料室
  - 仙台市太白区郡山5丁目10-1（北緯38度13分11.3秒 東経140度53分35.1秒 / 北緯38.219806度 東経140.893083度）
  - 一階部分（通常の地表面よりも1.5m程高くなっている）に遺構を再現した資料室がある。